# Hausen bei Würzburg
Hausen bei Würzburg település Németországban, azon belül Bajorországban. Lakosainak száma 2535 fő (2023. december 31.). Hausen bei Würzburg Arnstein, Bergtheim és Unterpleichfeld községekkel határos.

## Népesség
A település népessége az elmúlt években az alábbi módon változott:
| Lakosok száma | 1754 | 518  | 2400 | 2385 | 2393 | 2429 | 2462 | 2447 | 2493 | 2535 |
|               | 1970 | 1975 | 2011 | 2012 | 2014 | 2015 | 2017 | 2019 | 2022 | 2023 |